# Germil (Ponte da Barca)
Germil is een plaats (freguesia) in de Portugese gemeente Ponte da Barca en telt 70 inwoners (2001).

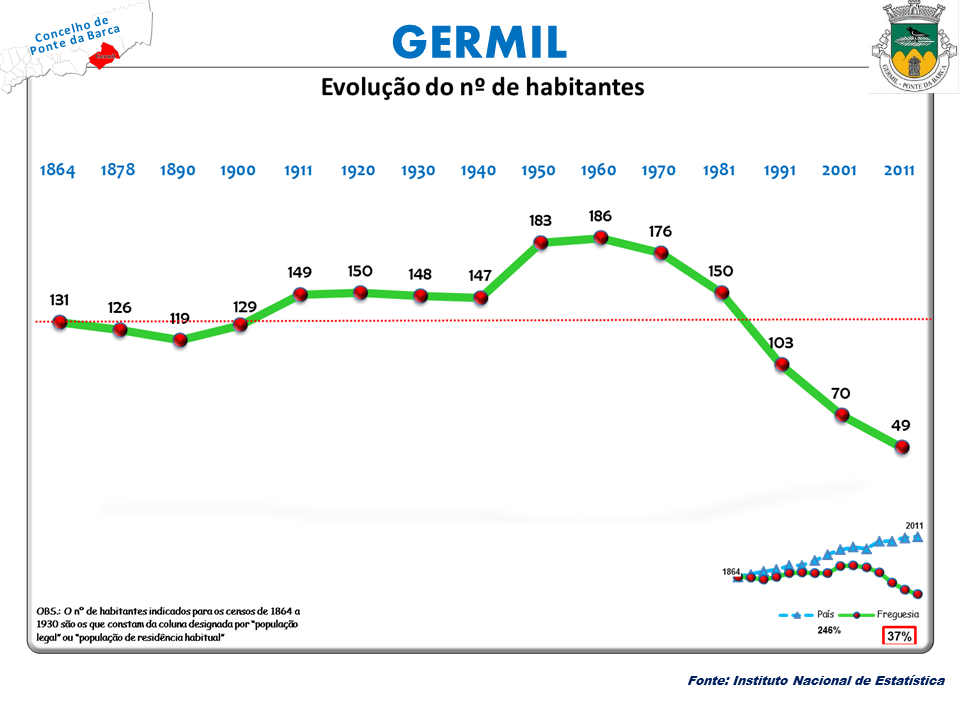
Bevolkingsontwikkeling tussen 1864 en 2011